# 大和郡山市
大和郡山市（やまとこおりやまし）は、奈良県北部にある市。
金魚の名産地として全国に知られ、「全国金魚すくい選手権大会」が毎年開催され、漫画『すくってごらん』の舞台にもなっている。

## 地理

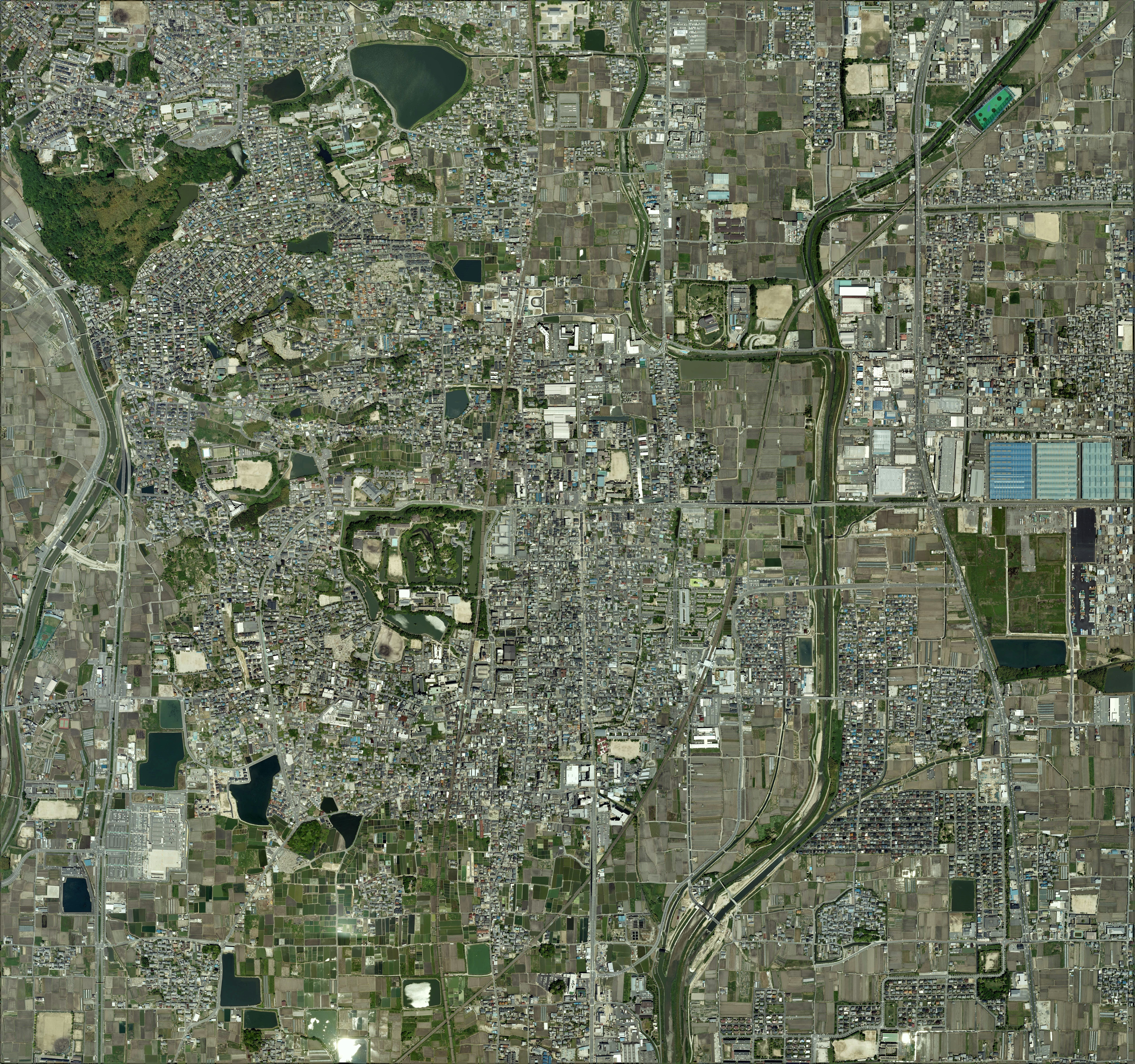
大和郡山市中心部周辺の空中写真。
2008年5月15日撮影の16枚を合成作成。。

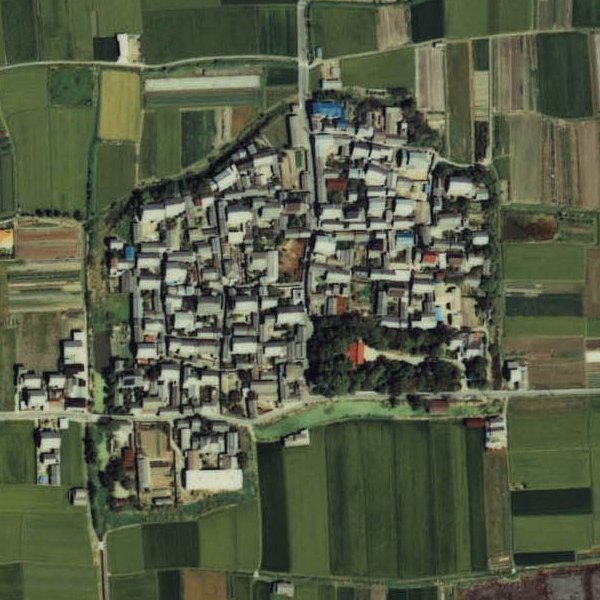
空から見た稗田町の環濠集落。国土交通省『国土画像情報（カラー空中写真）』より作成。

大和郡山市は奈良盆地北部に位置し、佐保川や富雄川が南流している。市域は概ね平坦だが、富雄川以西では矢田丘陵が広がるため起伏が大きくなっている。また市内には池が数多く見られるが、これはため池や金魚の養殖池として用いられていたものである。
古くからの市街地は近鉄郡山駅やJR郡山駅周辺に広がり、現在でも細かな路地が入り組んでいる。佐保川の東側の稗田集落は、中世的な環濠集落の姿を留めていることで知られている。

### 隣接している自治体
- 奈良県
  - 奈良市、天理市、生駒市
  - 生駒郡 安堵町、斑鳩町
  - 磯城郡 川西町

### 河川
- 国土交通省管理河川[4]
  - 佐保川（）

- 奈良県管理河川[4]
  - 富雄川（）
  - 芦川（）
  - 沖台川（）
  - 岡崎川
  - 量川
  - 中川
  - 珊瑚珠川
  - 正田川
  - 高瀬川
  - 菩提仙川
  - 蟹川
  - 前川
  - 前川放水路
  - 地蔵院川
  - 秋篠川

- 準用河川[4]
  - 平和川
  - 芳野川
  - 紺屋川
  - 天井川

## 歴史

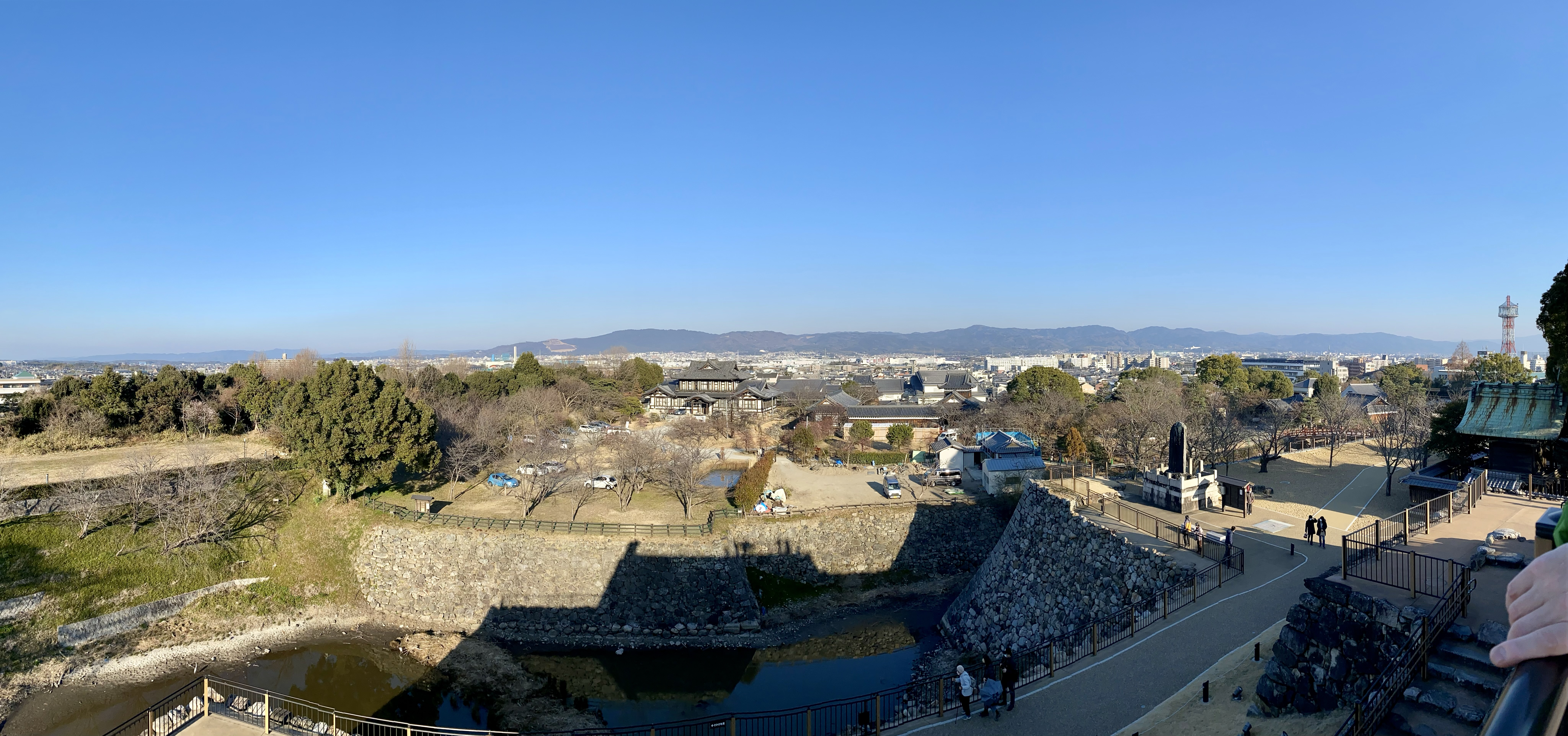
郡山城天守台からの眺望

古代の大和国添下郡村国郷、矢田郷、添上郡大宅郷、平群郡額田郷の地である。延喜式内の矢田坐久志玉比古神社（矢田町）や菅田神社（八条町)、菅田比売神社 (筒井町)、賣太神社（稗田）が鎮座する。
都市の形が形成されたのは、戦国時代末期に筒井順慶が郡山城に拠り、その城下町が発達してからである。順慶亡き後1585年に豊臣秀長（当時羽柴秀長）が郡山城に入り、郡山はこの時期大和国の中心都市として栄えた。
江戸時代に入ってからは一時奈良奉行所の管轄となったが荒廃する。大坂夏の陣後に同戦役で活躍した水野勝成が入り、以後松平忠明に始まる松平家、本多政勝に始まる本多家と続き、享保9年（1724年）には、享保の改革における幕府直轄領拡大政策に際して甲斐国が幕領化され甲府藩藩主であった柳沢吉里が転封され、明治維新まで柳沢氏が郡山藩藩主家として一帯を統治した。また、片桐且元または片桐貞隆に始まる片桐氏が市内、小泉町の小泉陣屋に入り、小泉藩（片桐藩）藩主となった。
版籍奉還・廃藩置県に始まる紆余曲折を経て、1887年に奈良県が再設置された。1889年の町村制実施で8つの町村（郡山町、筒井村、矢田村、本多村、平端村、治道村、平和村、片桐村）が誕生。1896年に添下郡と平群郡が合併、生駒郡が成立、現在の大和郡山市役所に生駒郡役場が置かれた。

### 沿革
- 1889年（明治22年）4月1日 - 町村制の施行により、添下郡郡山町（今井町・堺町・塩町・魚町・中鍛冶町・北鍛冶町・観音寺町・野垣内町・南鍛冶町・本町・新中町・藺町・奈良町・雑穀町・茶町・綿町・柳町一丁目・柳町二丁目・柳町三丁目・柳町四丁目・柳町五丁目・柳町六丁目・柳裏町・北大工町・南大工町・洞泉寺町・矢田町・新紺屋町・高田町・材木町・豆腐町・紺屋町・車町・東岡町・西岡町・西奈良口町・東奈良口町）・観音寺村・野垣内村・柳町村・高田村・南郡山村・新木村・北郡山村・九条村の区域をもって郡山町が発足。
- 1897年（明治30年）4月1日 - 添下郡郡山町の所属郡が生駒郡に変更。
- 1941年（昭和16年）3月10日 - 生駒郡郡山町が筒井村を編入。
- 1953年（昭和28年）12月10日 - 生駒郡郡山町が生駒郡矢田村・昭和村・添上郡治道村・平和村を編入。
- 1954年（昭和29年）1月1日 - 生駒郡郡山町が生駒郡大和郡山町に改称[5]。同日、市制施行[6]して大和郡山市となる[7]。
- 1957年（昭和32年）3月31日 - 生駒郡片桐町を編入。

### 市域の変遷
| 明治22年 | 明治29年 | 昭和10年 | 昭和16年 | 昭和25年 | 昭和28年 | 昭和29年   | 昭和32年   | 現在       |
| -------- | -------- | -------- | -------- | -------- | -------- | ---------- | ---------- | ---------- |
| 奈良県   |          |          |          |          |          |            |            |            |
| 添下郡   | 生駒郡   | 生駒郡   | 生駒郡   | 生駒郡   | 生駒郡   | 大和郡山市 | 大和郡山市 | 大和郡山市 |
| 郡山町   | 郡山町   | 郡山町   | 郡山町   | 郡山町   | 郡山町   | 大和郡山市 | 大和郡山市 | 大和郡山市 |
| 筒井村   |          |          | 郡山町   | 郡山町   | 郡山町   | 大和郡山市 | 大和郡山市 | 大和郡山市 |
| 矢田村   |          |          |          |          | 郡山町   | 大和郡山市 | 大和郡山市 | 大和郡山市 |
| 平群郡   | 平端村   | 昭和村   | 昭和村   | 昭和村   | 郡山町   | 大和郡山市 | 大和郡山市 | 大和郡山市 |
| 平端村   | 平端村   | 昭和村   | 昭和村   | 昭和村   | 郡山町   | 大和郡山市 | 大和郡山市 | 大和郡山市 |
| 本多村   |          | 昭和村   | 昭和村   | 昭和村   | 郡山町   | 大和郡山市 | 大和郡山市 | 大和郡山市 |
| 添上郡   |          |          |          |          | 郡山町   | 大和郡山市 | 大和郡山市 | 大和郡山市 |
| 治道村   |          |          |          |          | 郡山町   | 大和郡山市 | 大和郡山市 | 大和郡山市 |
| 平和村   |          |          |          |          | 郡山町   | 大和郡山市 | 大和郡山市 | 大和郡山市 |
| 添下郡   | 生駒郡   | 生駒郡   | 生駒郡   | 生駒郡   | 生駒郡   | 生駒郡     | 大和郡山市 | 大和郡山市 |
| 片桐村   | 片桐村   | 片桐村   | 片桐村   | 片桐町   | 片桐町   | 片桐町     | 大和郡山市 | 大和郡山市 |

## 行政
- 市長：上田清（2001年7月7日就任、6期目）
- 議会：定数20人[8][9]

なお、衆議院議員選挙の選挙区は「奈良県第2区」、奈良県議会議員選挙の選挙区は「大和郡山市選挙区」（定数：3）となっている。

## 経済

### 金魚
市では、江戸時代より武士の副業として始められた金魚の養殖が大変に盛んであり、輸出もされている。山形県の庄内金魚と市場を大きく二分するほどのシェアを誇る。しかし、最近では後継者不足や市場の低迷から廃業して養殖池を宅地などに転用する業者が相次いでおり、かつては市内のあちこちに見られた養殖池は年々減少。この事から近年では市の後援や地元の業界団体などにより「全国金魚すくい選手権大会」などが開催されるなど、市場の活性化に向けた様々な試みが行われている。

### 昭和工業団地
市南部の昭和地区には、昭和40年代頃から多くのメーカーの工場が誘致され、現地では昭和工業団地として知られる。この工業団地の周辺には西名阪自動車道が存在する。

### 市内にある主なメーカー・企業
- パナソニック奈良工場
- シャープ奈良工場
- ハウス食品奈良工場
- タマノイ酢奈良工場
- サンヨー食品奈良工場
- 敷島製パン奈良工場
- UHA味覚糖奈良工場
- センタン奈良工場
- 黄金糖奈良工場
- DMG森精機（登記上の本店）
- ニッタ
- 岩崎工業
- アスベル

### 商業施設
- イオンモール大和郡山（下三橋町、2010年（平成22年）3月25日開店[11]）
- アピタ大和郡山店・DCMダイキ大和郡山店（田中町、関西地区の第1号店として2004年（平成16年）4月24日開店[12]。DCMダイキは2016年（平成28年）にユーホームから譲渡）
- オークワ
大和郡山柳町店（柳町、2006年（平成18年）11月3日開店[13]）、筒井北店（筒井町、2003年（平成12年）8月9日に大和郡山筒井店として開店[14][15]）
- プライスカット大和小泉店（小泉町、2003年（平成12年）7月6日に大和小泉店として開店[16]）
- 近商ストア　ハーベス大和郡山店（JR郡山駅東側複合施設商業棟[17]、2000年（平成15年）6月24日開店[17]）
- スーパーセンタートライアル大和小泉店（小泉町東）
- やまや（イオングループ）大和郡山店（九条町）
- ホームセンターコーナン　大和郡山店（小泉町）、大和郡山筒井店（筒井町、2009年（平成21年）9月26日開店[15]）
- コープいまご（ならコープ）（今国府町）
- フォレオタウンつつい（筒井町）
- エディオン　新大和小泉店（小泉町東）
- Joshin　郡山店（横田町）、郡山イオンモール店（下三橋町、イオンモール大和郡山内[18]、2010年（平成22年）3月25日開店）[18]
- ウエルシア薬局 （イオングループ）　大和郡山小泉店（小泉町）
- ザ・ダイソー　やまや大和郡山店（九条町）、オークワ筒井北店（筒井町）、大和小泉店（小泉町）、アスモ大和郡山店（南郡山町）

### 金融機関
- 南都銀行　郡山支店（南郡山町）、矢田南出張所（小泉町）、筒井支店（筒井町）、中央市場支店（筒井町）
- 京都銀行　大和郡山支店（南郡山町）
- りそな銀行　やまと郡山支店（高田町）、小泉支店（小泉町）
- 奈良信用金庫　本店（南郡山町）、小泉支店（小泉町）、筒井支店（筒井町）

### 農業協同組合（JAならけん）
- 郡山支店（北郡山町）
- 平和支店（美濃庄町）
- 治道支店（発志院町）
- 矢田支店・郡山経済センター（外川町）
- 昭和支店（昭和町）
- 片桐支店（池之内町）

### 日本郵政グループ
（2013年7月現在）
- 日本郵便株式会社
  - 大和郡山郵便局（杉町）  - 集配局
  - 大和郡山九条郵便局（九条町）
  - 大和郡山本町郵便局（本町）
  - 近鉄郡山駅前郵便局（朝日町）
  - 大和郡山高田郵便局（高田口町）
  - 平和郵便局（美濃庄町＝みのしょうちょう）
  - 大和郡山矢田郵便局（矢田町）
  - 大和郡山西田中郵便局（新町）
  - 大和郡山小泉郵便局（小泉町）
  - 大和郡山筒井郵便局（筒井町）
  - 奈良県中央卸売市場内郵便局（筒井町）
  - 昭和郵便局（額田部北町＝ぬかたべきたまち）
  - 外川（とがわ）簡易郵便局（外川町）
  - 大和郡山小林簡易郵便局（小林町）
  - 治道（はるみち）簡易郵便局（横田町）
  - 大和郡山発志院（はっしいん）簡易郵便局（白土町＝しらつちちょう）
- ゆうちょ銀行
  - 大阪支店　アピタ大和郡山内出張所（田中町）（ATMのみ／ホリデーサービス実施）
  - 大阪支店　イオンモール大和郡山内出張所（下三橋町）（ATMのみ／ホリデーサービス実施）

その他簡易郵便局を除く各郵便局にATMが設置されており、大和郡山郵便局ではホリデーサービスを実施。
※大和郡山市全域の郵便番号は「639-10xx」「639-11xx」（生駒郡安堵町の全域も同じ／いずれも大和郡山郵便局の集配担当）となっている。

### GDP
本市のGDPは4,452万円（2019年度）であり、奈良市に次いで県内2位である。

## 姉妹都市・提携都市
- 甲府市（山梨県）- 1992年（平成4年）1月22日提携
江戸時代に、柳澤氏が甲府から郡山に国替えになったことが理由になる。

## 地域

### 人口
| |                                            |  |
| 大和郡山市と全国の年齢別人口分布（2005年） | 大和郡山市の年齢・男女別人口分布（2005年） |  |
| ■紫色 ― 大和郡山市 ■緑色 ― 日本全国 | ■青色 ― 男性 ■赤色 ― 女性                  |  |
| 大和郡山市（に相当する地域）の人口の推移 \| 1970年（昭和45年） \| 57,456人 \| \| \| 1975年（昭和50年） \| 71,001人 \| \| \| 1980年（昭和55年） \| 81,266人 \| \| \| 1985年（昭和60年） \| 89,624人 \| \| \| 1990年（平成2年） \| 92,949人 \| \| \| 1995年（平成7年） \| 95,165人 \| \| \| 2000年（平成12年） \| 94,188人 \| \| \| 2005年（平成17年） \| 91,672人 \| \| \| 2010年（平成22年） \| 89,023人 \| \| \| 2015年（平成27年） \| 87,050人 \| \| \| 2020年（令和2年） \| 83,285人 \| \| |                                            |  |
| 総務省統計局 国勢調査より |                                            |  |
| 1970年（昭和45年） | 57,456人                                   |  |
| 1975年（昭和50年） | 71,001人                                   |  |
| 1980年（昭和55年） | 81,266人                                   |  |
| 1985年（昭和60年） | 89,624人                                   |  |
| 1990年（平成2年） | 92,949人                                   |  |
| 1995年（平成7年） | 95,165人                                   |  |
| 2000年（平成12年） | 94,188人                                   |  |
| 2005年（平成17年） | 91,672人                                   |  |
| 2010年（平成22年） | 89,023人                                   |  |
| 2015年（平成27年） | 87,050人                                   |  |
| 2020年（令和2年） | 83,285人                                   |  |

- データ出典　奈良県統計課の調査による各年10月1日の人口。
- 2007年10月1日現在：93,452人
- 人口増加率（2002年→2007年）：−3.3%

かつては橿原市に次ぎ、県内3位の人口であった。2008年には9万人を割り込んでいる。

### 県の施設
- 奈良県郡山総合庁舎（満願寺町60-1、旧・奈良県立片桐高等学校校舎）
  - （総務部）自動車税事務所
  - （福祉医療部）郡山保健所
  - （食農部）北部農業振興事務所
  - （県土マネジメント部）郡山土木事務所
- （地域創造部）奈良県立民俗博物館（矢田町545番地）
- （医療福祉部）食品衛生検査所
  - 食肉検査課（丹後庄町475-1、奈良県食肉センター内）
  - 市場食品検査課（筒井町957-1、奈良県中央卸売市場内）
- 県立筒井寮（丹後庄町）令和2年閉寮、登美学園と統合し福祉型障害児入所施設「奈良県立藤の木学園」として奈良市菅野台に開園
- （食農部）中央卸売市場（筒井町957-1）
- （食農部）家畜保健衛生所（筒井町600-3）
- （）フラワーセンター（額田部南町160、浄化センター公園に隣接）
- （県土マネジメント部）流域下水道センター、（第一）浄化センター（額田部南町160）
- （県土マネジメント部まちづくり推進局）まほろば健康パーク（宮堂町310、浄化センター公園を改修）
- （水道局）広域水道センター（満願寺町444-3）
- 郡山土木事務所（北郡山町）（平成24年に郡山総合庁舎に移転）
- 郡山警察署（杉町）

### 教育

#### 高等専門学校
- 国立奈良工業高等専門学校（矢田町）

#### 高等学校
- 奈良学園高等学校（山田町）
- 奈良県立郡山高等学校（城内町）
- 奈良県立大和中央高等学校（筒井町）　※2008年（平成20年）4月、旧奈良県立北和女子高等学校 - 奈良県立磯城野高等学校北和校舎の校舎を利用して開校

過去にあった高校
- 奈良県立城内高等学校（城内町）：奈良県立郡山高等学校に合併
- 奈良県立片桐高等学校（満願寺町）：奈良県立斑鳩高等学校と合併し奈良県立法隆寺国際高等学校となる
- 奈良県立北和女子高等学校（筒井町）：奈良県立田原本農業高等学校と合併し奈良県立磯城野高等学校となる（合併後の数年間、旧北和女子高校の校舎は「磯城野高校北和校舎」として使用された）

#### 中学校
- 奈良学園中学校（山田町）
- 大和郡山市立郡山中学校（柳町）
- 大和郡山市立郡山東中学校（若槻町）
- 大和郡山市立郡山西中学校（田中町）
- 大和郡山市立郡山南中学校（筒井町）
- 大和郡山市立片桐中学校（小泉町）※1986年（昭和61年）4月に開校した大和郡山市で最も新しい市立中学校

#### 小学校
- 大和郡山市立郡山北小学校（北郡山町）
- 大和郡山市立郡山南小学校（柳町）
- 大和郡山市立郡山西小学校（田中町）
- 大和郡山市立矢田小学校（矢田町）
- 大和郡山市立矢田南小学校（山田町）※1982年（昭和57年）4月に開校した大和郡山市で最も新しい市立小学校
- 大和郡山市立片桐西小学校（小泉町）
- 大和郡山市立片桐小学校（池之内町）
- 大和郡山市立筒井小学校（筒井町）
- 大和郡山市立昭和小学校（額田部北町）
- 大和郡山市立治道小学校（横田町）
- 大和郡山市立平和小学校（美濃庄町）

#### その他の学校
- 公立
  - 奈良県立ろう学校

## 交通
町の中心部の道路は城下町の町割が残り細い路地が多く迷路のようになっている。
市内を東西に貫く国道25号は昼夜を問わず交通量が多い。

### 鉄道
- 中心となる駅
  - 郡山駅、近鉄郡山駅
- 西日本旅客鉄道（JR西日本）

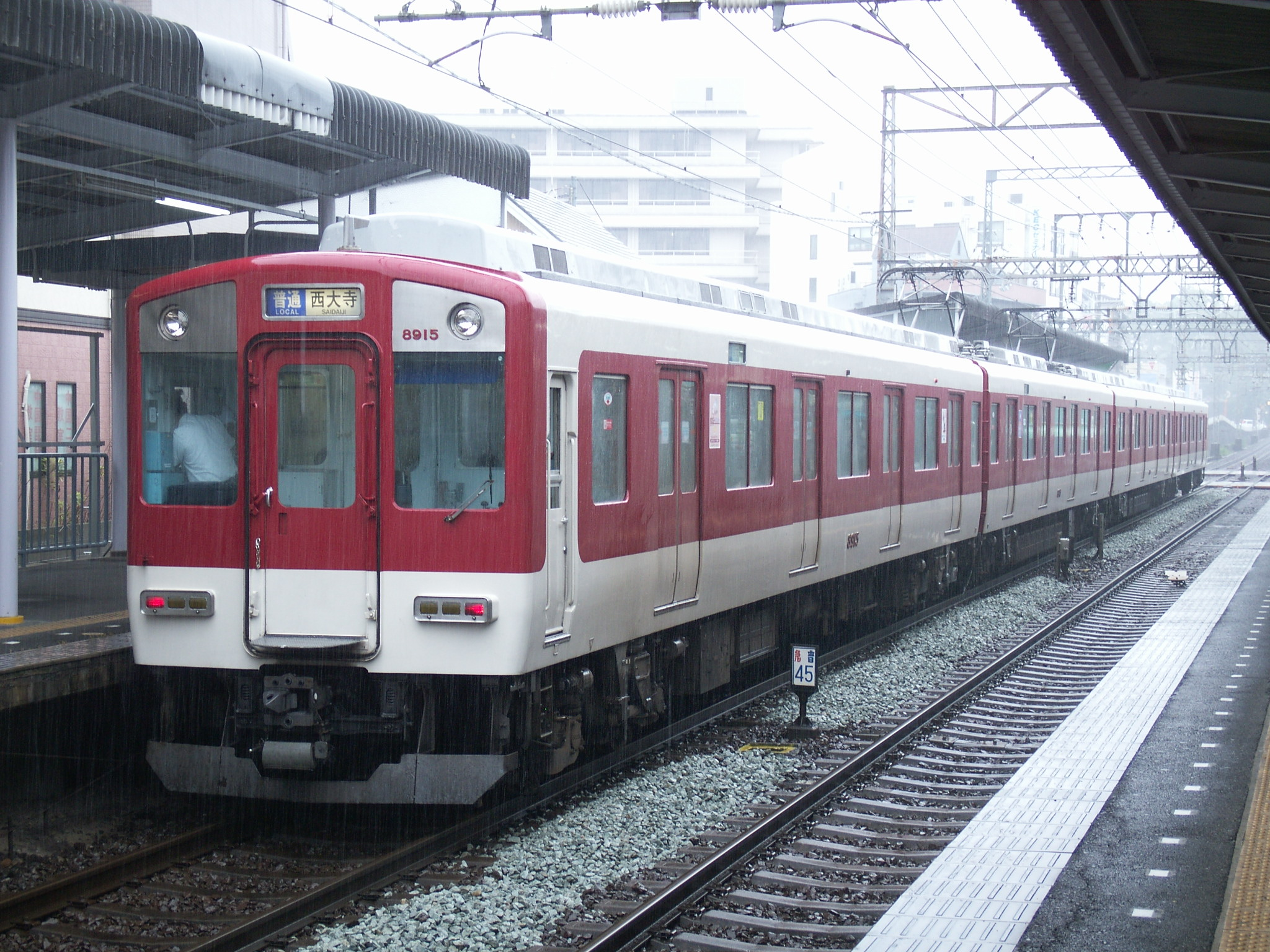
近鉄郡山駅停車中の大和西大寺行き普通

  - 関西本線（大和路線）　郡山駅 - 大和小泉駅
- 近畿日本鉄道（近鉄）
  - 橿原線　九条駅 - 近鉄郡山駅 - 筒井駅 - 平端駅 - ファミリー公園前駅
  - 天理線　平端駅

JRは大阪駅・天王寺駅・JR難波駅へ直通する。1時間に4本程度の頻度で大和路快速・区間快速が運転されている。朝は本数が多くなる。JR京都駅、新大阪駅へも朝の通勤時間帯に直通が存在する。

### バス
- 奈良交通　路線バス・観光バス・通学・通園バス。
  - 市内に奈良営業所と子会社・エヌシーバスの郡山営業所がある。
  - 大和郡山市コミュニティバス - 奈良交通が受託
  - 安堵町コミュニティバス - 奈良交通が受託
- 日本交通　観光バスの営業所がある。

### 夜行高速バス
- 奈良交通　五位堂駅発東京ディズニーリゾート・海浜幕張駅行き（近鉄郡山駅・本厚木駅・横浜駅 (YCAT)・京成上野駅経由）やまと号

京成バスと共同運行

### 道路

#### 高速道路・自動車専用道路
- 西名阪自動車道
  - （生駒郡安堵町）- (4-1) 大和まほろばスマートIC - (4-2)郡山下ツ道JCT-(5)郡山IC - 天理TB/PA -（天理市）
- 京奈和自動車道
  - （奈良市）- 大和郡山北IC（事業中）- 大和郡山IC（事業中）- (4-2) 郡山下ツ道JCT -（天理市）

#### 国道
- 国道24号
- 国道25号
- 国道308号

#### 主要地方道
- 大阪府道・奈良県道7号枚方大和郡山線
- 奈良県道9号奈良大和郡山斑鳩線
- 奈良県道41号奈良大和郡山線
- 奈良県道51号天理環状線

#### 一般県道
- 奈良県道108号大和郡山広陵線
- 奈良県道109号天理斑鳩線
- 奈良県道123号大和小泉停車場松尾寺線
- 奈良県道144号大和郡山上三橋線
- 奈良県道189号矢田寺線
- 奈良県道192号福住横田線
- 奈良県道193号筒井二階堂線
- 奈良県道249号大和郡山環状線
- 奈良県道266号奈良西の京斑鳩自転車道線
- 京都府道・奈良県道754号木津横田線

### 市の交通機関
- 大和郡山市コミュニティバスの運行
  - 元気城下町号・元気治道号・元気平和号

## 観光

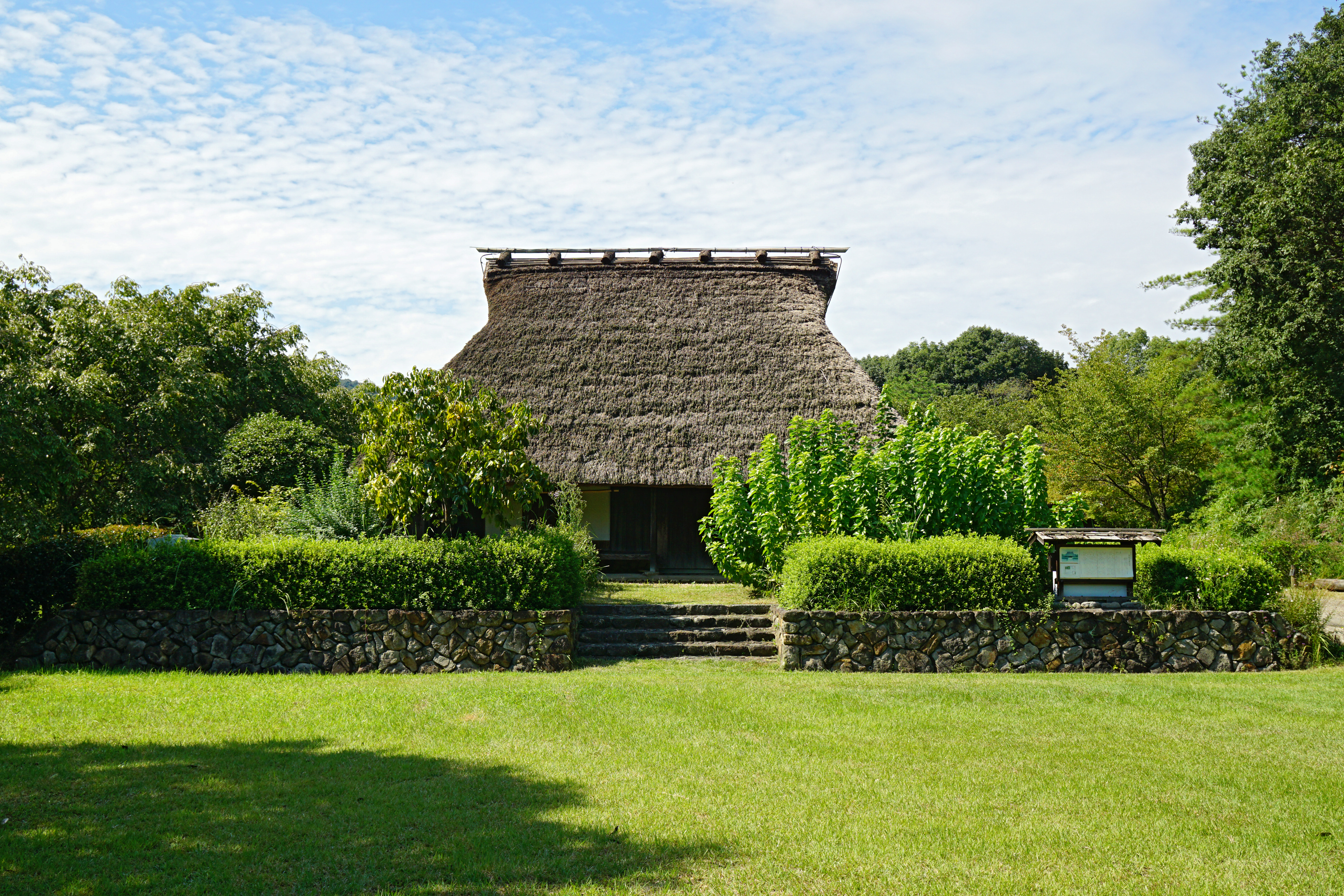
奈良県立大和民俗公園

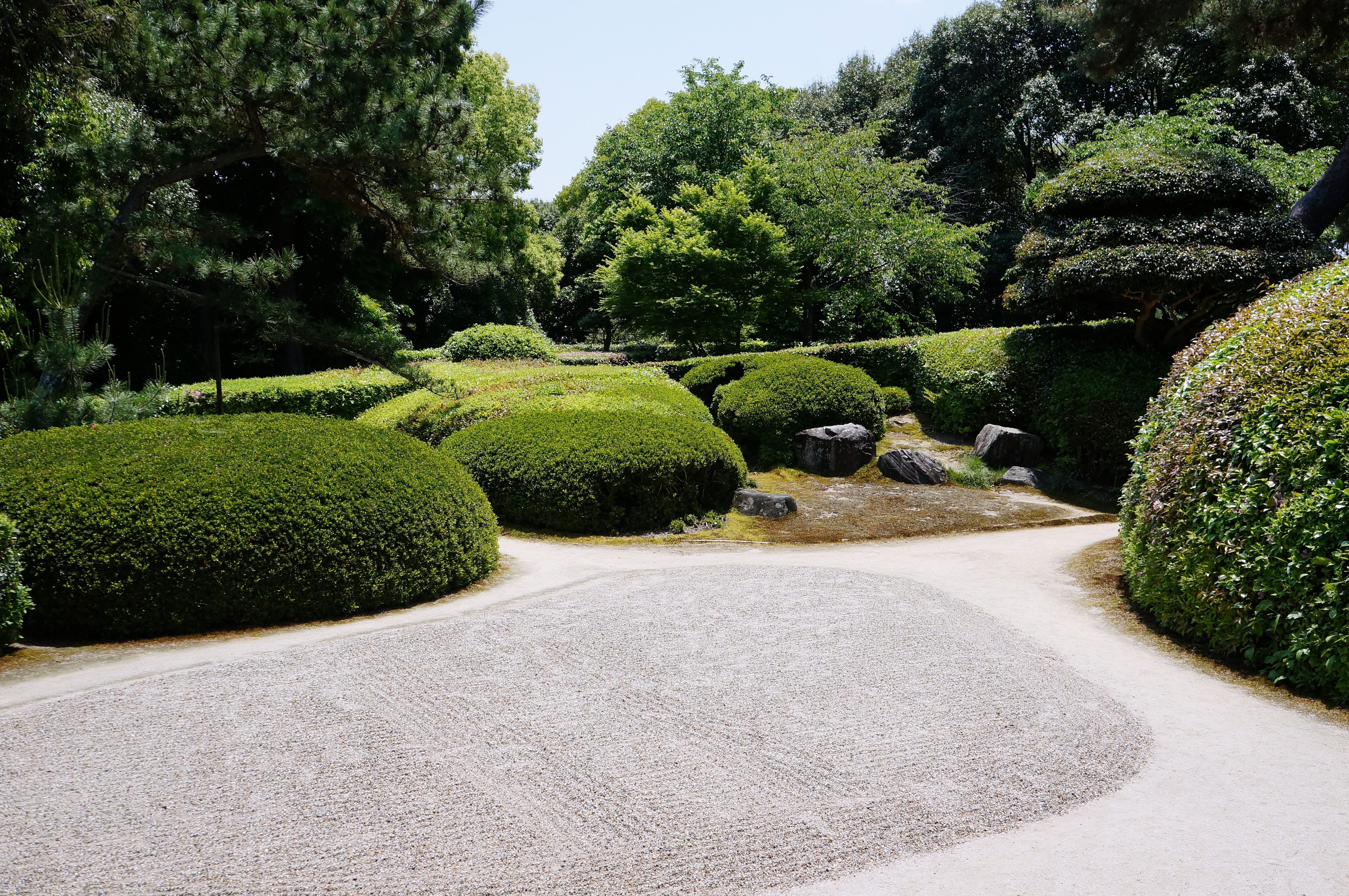
慈光院庭園

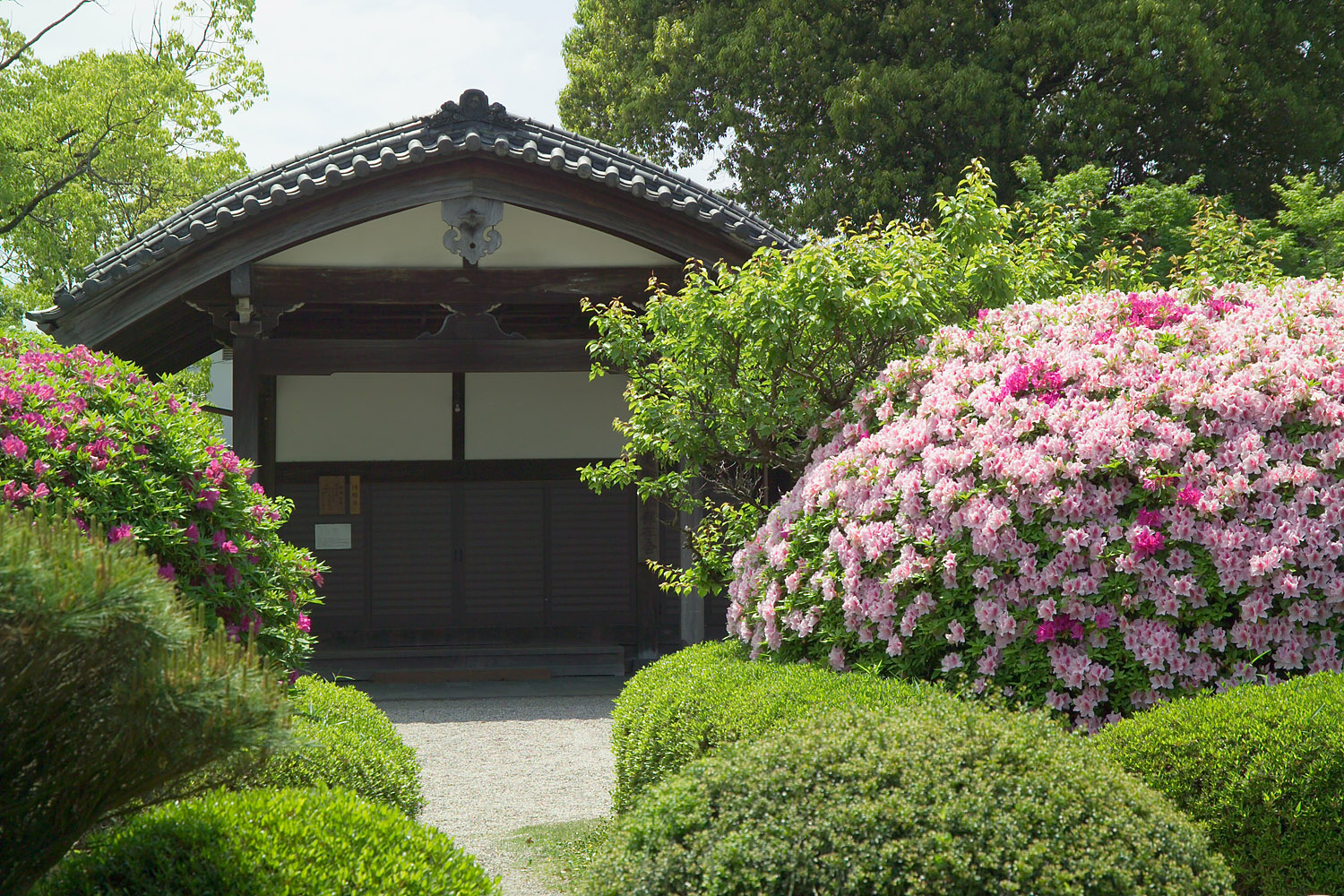
柳沢文庫

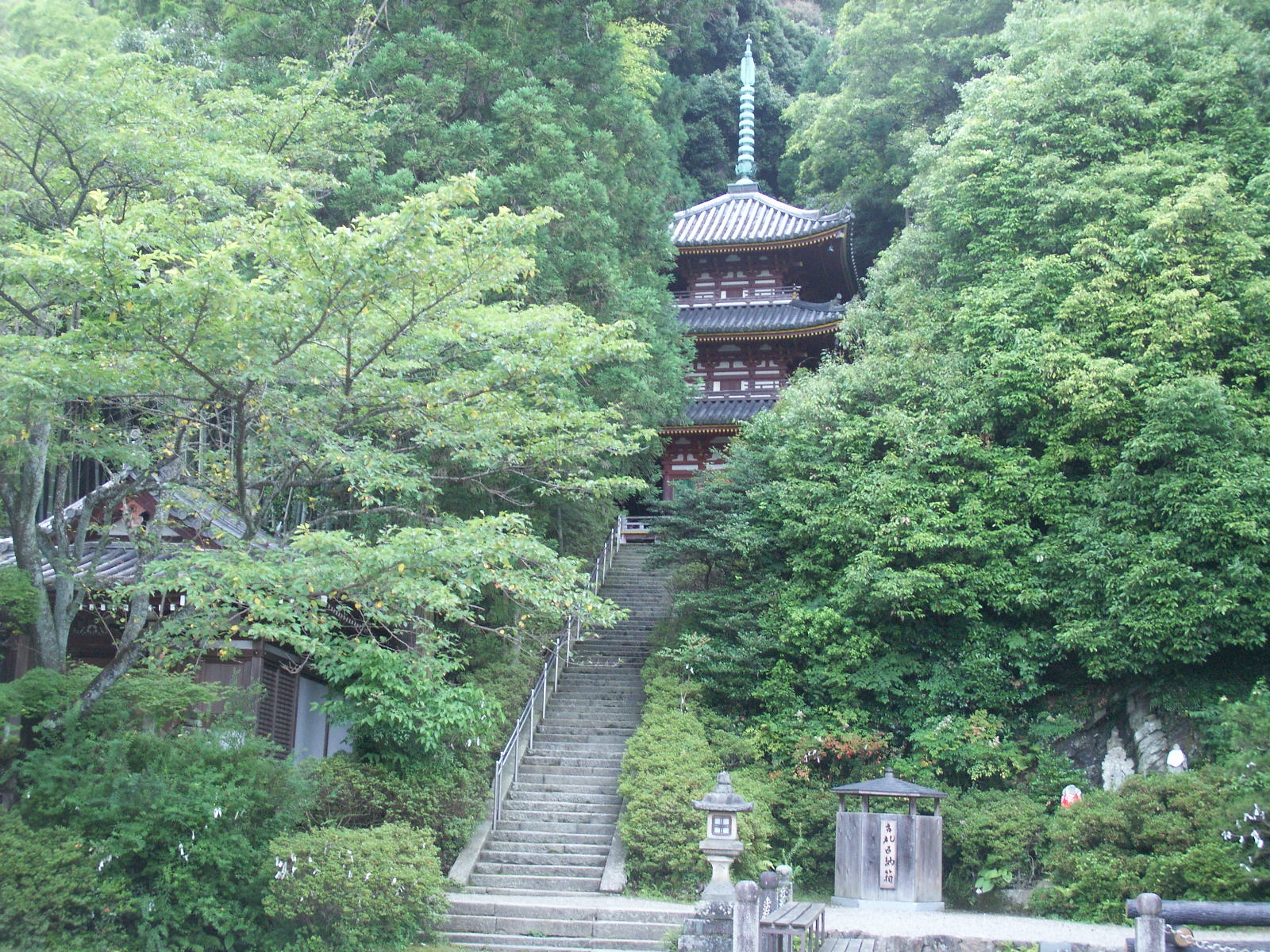
松尾寺三重塔

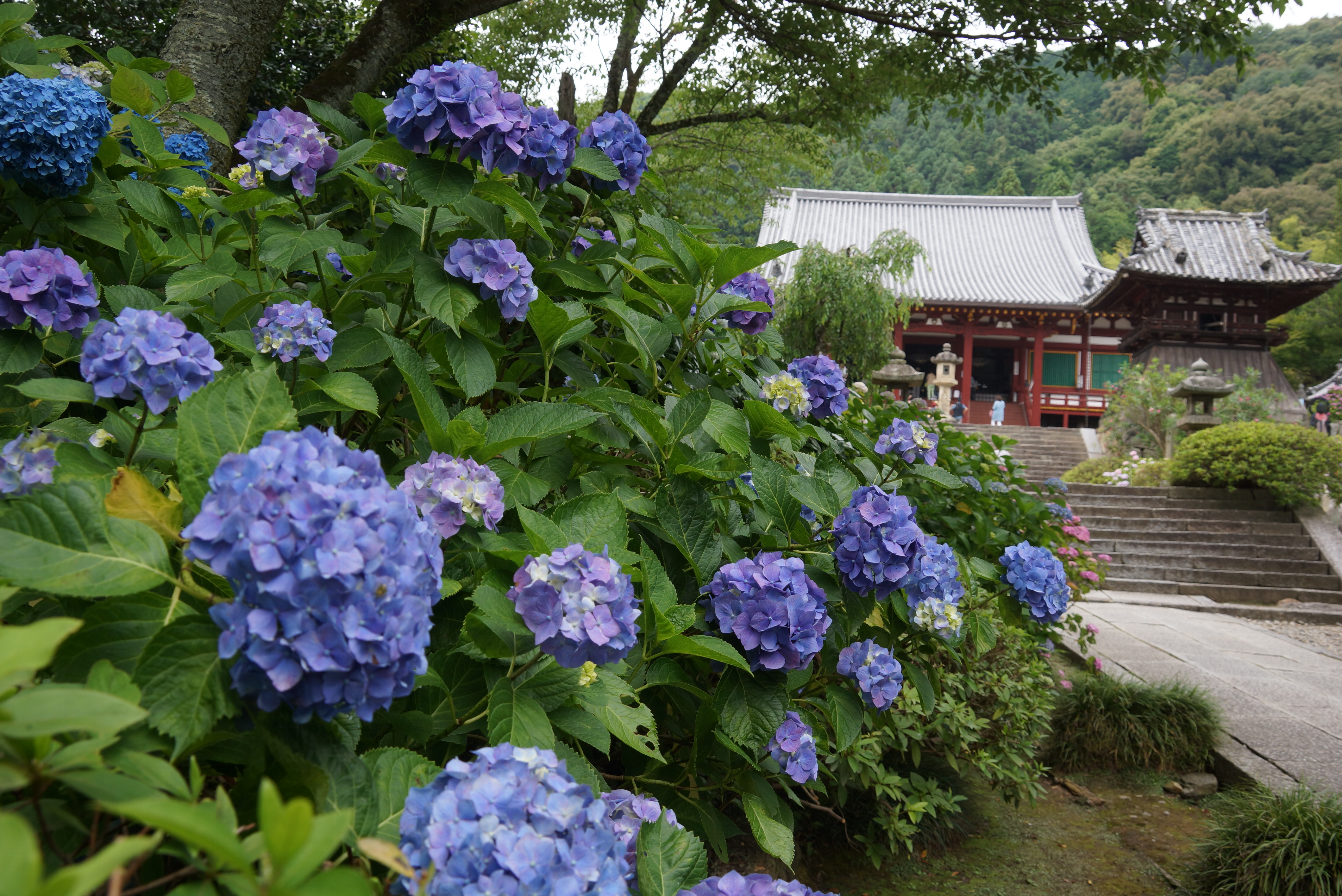
矢田寺の紫陽花

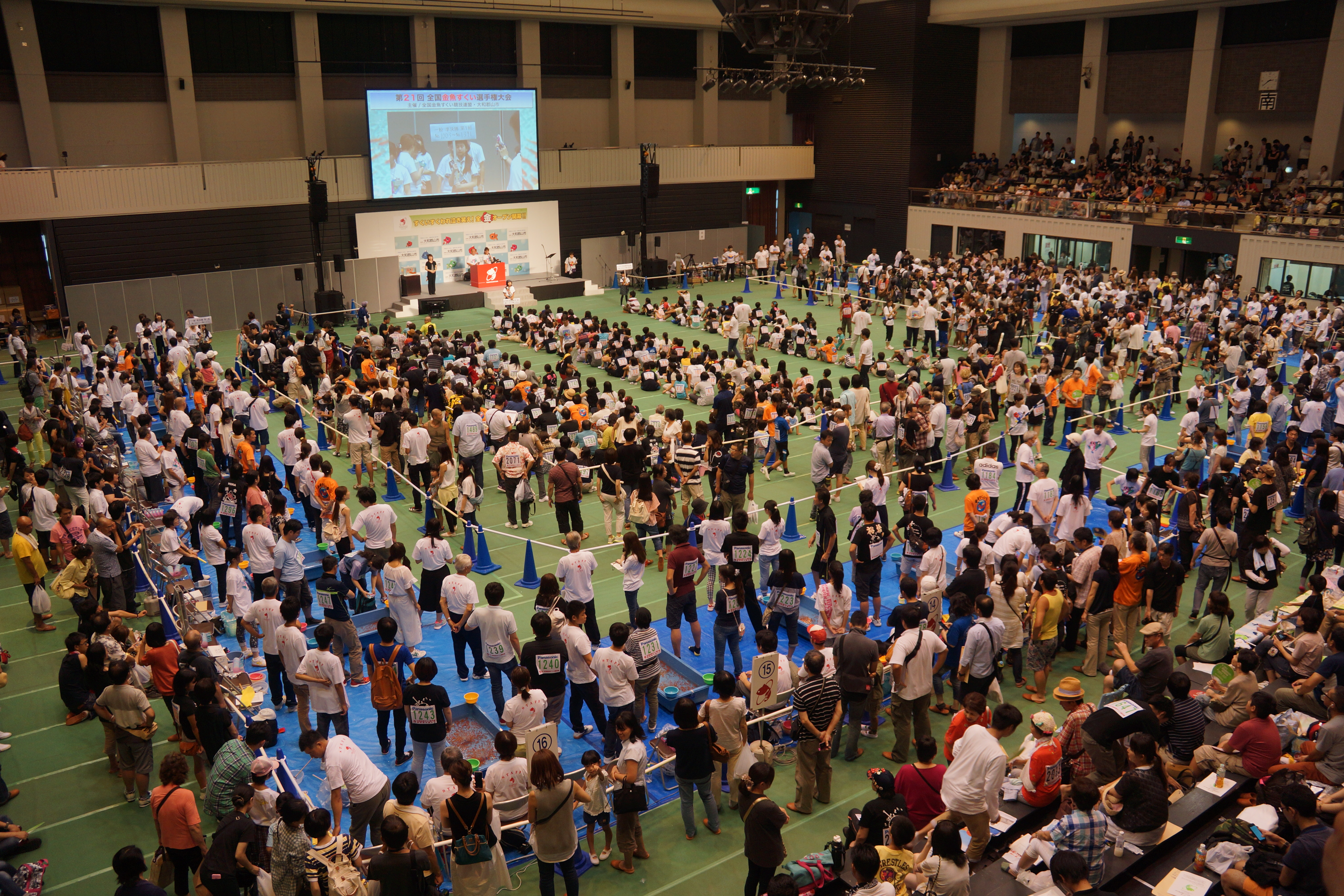
全国金魚すくい選手権大会

### 名所・旧跡
- 郡山城跡（国史跡）
- 筒井城
- 小泉城 (大和国)
- 小泉大塚古墳(県史跡)
- 慈光院庭園（国史跡・名勝）
- 大納言塚（市史跡、豊臣秀長墓所）
- 歌ヶ崎廟（市指定文化財）
- 五輪塔覆堂（重要文化財、筒井順慶墓所）
- 額田部窯跡（国史跡）
- 西田中瓦窯（県史跡）
- 下ツ道（県史跡）
- 奈良県立大和民俗公園
- 奈良県立矢田自然公園
- 稗田環濠(市史跡)
- 若槻環濠（市史跡）
- 洞泉寺遊廓[20]
- 東岡遊廓[20]

### 博物館施設
- 奈良県立民俗博物館
- 柳沢文庫
- 箱本館 紺屋
- 郡山金魚資料館
- 旧臼井家住宅（主屋・内蔵は国の重要文化財）
- 旧岩本家住宅（国の重要文化財）

### 寺社
※説明文中の「重文」は国の重要文化財を示す。
- 永慶寺 - 柳澤氏の菩提寺
- 柳澤神社 - 祭神は徳川五代将軍・綱吉の側用人であった柳澤吉保
- 春日神社 - 金剛山寺（矢田寺）境内にあり、本殿は国の重要文化財）
- 久松寺（郡山城祈願寺）
- 小泉神社（重文：本殿）
- 松尾寺（重文：本堂ほか）
- 慈光院（名勝：庭園、重文：書院、茶室ほか）
- 金輪院（小泉庚申堂）
- 額安寺（重文：五輪塔ほか）
- 春岳院
- 矢田寺（あじさいで有名）
- 矢田坐久志玉比古神社（重文：本殿・末社八幡神社社殿）
- 賣太神社
- 薬園八幡神社
- 源九郎稲荷神社

### 祭事
- 記憶力大会（記憶力日本選手権大会）（2月）古事記編纂に携わった稗田阿礼に因んでいる。
- お城まつり(4月）城址の桜が有名
- 大和の夏まつり（8月）
- 全国金魚すくい選手権大会（8月第3日曜日「金魚すくいの日」）
- バサラ祭り（8月）
- 矢田ふる里まつり（10月）
- 親子まつり（11月）

## 関連人物

### 出身者
- 川本忠雄（フジ運動具店社長）
- 川本増雄（貸座敷業、郡山信用金庫専務理事、郡山町会議員）
- 石田文次郎（民法学者）
- 稗田阿礼（古事記の編集者）彼に因み、「記憶力大会」が開催されている。
- 白浜一良（参議院議員）
- 石田昌宏（参議院議員）
- 筒井順昭（戦国武将・元の木阿弥のモチーフ）
- 筒井順慶（戦国武将・1549～1584）
- 吉本伊信（内観療法創始者・1916～1988）
- 奥田良三（奈良県知事・1951年～1980年）
- 福井謙一（1981年ノーベル化学賞受賞者・1918～1998）
- 平田達治（ドイツ文学者・1934～2022）
- JITTERIN'JINN（「夏祭り」「プレゼント」などのヒット曲を持つバンド）
- 城島茂（ミュージシャン、TOKIOリーダー）
- 佐伯日菜子（女優）
- 南かおり （タレント）
- 藤田勇次郎（南海放送アナウンサー）
- 松岡宏忠（南海放送アナウンサー）
- 大島寛（元プロ野球選手）
- 南田裕介（ホリプロ関係者。同市生まれ、王寺町育ち）
- 亀井義行（読売ジャイアンツコーチ）
- 生島大輔（淡路島ウォリアーズ選手兼任監督）
- 津田淳哉（阪神タイガース）
- 新川成貴（作曲家）
- 喜多誠（プロバスケットボール選手、bjリーグ・大阪エヴェッサ所属）
- 藤本佳則（プロゴルファー） - 2012年6月3日、国内メジャー第2戦・日本ツアー選手権シティバンク宍戸でデビューから5戦目でのツアー初制覇。
- 松村武（演出家・劇作家・俳優、劇団カムカムミニキーナ主宰）
- 戸田彬弘（映画監督、劇団チーズtheater主宰）
- 木島由利香（気象予報士）
- 三宅惇子（気象予報士)
- 中嶋一輝（プロボクサー）
- 富和宗一（近畿日本鉄道社長）
- 茂木重次郎（日本ペイント創業者）

### ゆかりのある人物
- 福井敏雄（お天気キャスター）出身地ではないが、気象庁退官後この地に居を構えた。
- 赤塚不二夫（漫画家）終戦後、1945年から1949年までの4年間を前身の郡山町内で暮らした。
- タージン（タレント）全国金魚すくい選手権大会の総合司会（第1回から20回連続）。
- 岩本計介（アナウンサー）郡山高校卒業。
- 小日向えり（タレント）郡山高校卒業。
- 岡田よしたか（絵本作家）大阪府出身で、現在、市内在住。
- 田中邦裕（実業家。さくらインターネット代表取締役社長）1979年から1989年までの約10年間、幼少期を市内で過ごす。大和郡山市立片桐西小学校に通っていた。
- 司茜（詩人）現在、市内在住。
- 河野純喜（アイドル）郡山高校卒業。現在、ボーイズグローバルグループJO1のメンバー。